# Vimeo

Vimeos logotyp.

Vimeo är en amerikansk webbplats för videodelning som grundades 2004. Vimeo finns både som gratisversion och betalversion, där betalversionerna innehåller utökade funktioner. Det mesta av videomaterialet är gratis att ta del av, men Vimeo har även en Vimeo on demand-tjänst där filmskapare kan erbjuda sina filmer mot betalning.
Vimeo grundades 2004 av Jake Lodwick och Zach Klein. Att videoplattformen fick namnet Vimeo hade att göra med att de ville väva in "me" (engelska för "mig") i namnet som en del av filosofin. Inledningsvis var den främst avsedd för indiefilm. Vimeo hade kort efter lanseringen 170 miljoner aktiva besökare per månad.